# Лепкий, Богдан Сильвестрович
Богдан Сильвестрович Лепкий (укр. Богдан Сильвестрович Лепкий, полное имя — Богдан-Теодор-Нестор; 1872—1941) — украинский поэт, прозаик, литературовед, критик, переводчик, историк литературы, издатель, публицист, общественно-культурный деятель, художник. Сын Сильвестра Лепкого, брат Левка и Николая Лепких, отец Льва-Ростислава Лепкого.

## Биография
Богдан-Теодор-Нестор Лепкий родился в селе Кривенькое (ныне — в Чортковском районе, Тернопольская область, Украина). Его детство прошло в селе Крогулец, с 1879 по 1891 семья жила в сёлах Поручин и Жуков (ныне Бережанского района). В течение восьми лет (с 1878) Богдан жил в Бережанах у своего деда — священника и вице-маршалка Бережанского уезда Михаила Глибовицкого.

### Обучение
Основы школьной науки Лепкому преподавал домашний учитель. С 1878 г. учился (сразу со второго класса) в «нормальной школе» с обучением на польском языке в Бережанах. По окончании школы в 1883 году поступил в Бережанскую классическую гимназию с обучением на польском языке. Пел в гимназическом украинском хоре под руководством Дениса Сичинского, в хоре «Боян» (Бережаны). Принимал участие в концертах, декламировал стихи, читал отрывки из прозаических произведений. Имел возможность познакомиться с актёрами странствующего театра «Украинский Беседы» Владиславом Плошевским, Степаном Яновичем (отцом Леся Курбаса), Марией Романовичивной и др., которые несколько раз гастролировали в городе и бывали в доме Лепких. Живописи учился у Юлиана Панькевича, впоследствии известного украинского художника. Под его руководством написал портрет деда — О. М. Глибовицкого, бабушки, отца — о. Сильвестра Лепкого, публициста и писателя (литературный псевдоним — Марко Мурава), матери — Домны (урожд. Глибовицкой), ряд портретов украинских поэтов, в частности, Т. Шевченко, портреты своих учителей Матеуша Куровского и Михаила Соневицкого. Некоторые из этих работ находились в гимназических классах.
В 1891 году окончил гимназию и поступил в Венскую Академию искусств. Через три месяца по совету Кирилла Студинского перешёл на философский факультет Венского университета, где изучал языкознание и историю литературы. Здесь участвовал в работе студенческого общества «Сечь», в дискуссиях на общественно-политические и литературные темы, вместе с Ф. Колессой занимался этнографическими исследованиями. В Вене подружился с художником Николаем Ивасюком, продолжал рисовать под его опекой, с ним приезжал на летние каникулы в Жуков, где им позировали крестьяне. В селе создал несколько картин на историческую тематику (среди них «Коронация короля Данила»), делал рисунки для будущих работ «Казацкие бои». Также рисовал сцены охоты.
Со второго курса учился на филологическом отделении Львовского университета; украинскую историю и литературу изучал под руководством М. Грушевского, Е. Огоновского, И. Шараневича. Принимал участие во львовских молодёжных обществах «Ватра» и «Сокол», хоре «Боян».
Окончил университет в 1895 году.

### Работа
С 1895 г. начал работать учителем украинского, польского и немецкого языков и литератур, истории и географии в Бережанской гимназии. Интенсивно занимался общественной работой: основал читальню «Просвещение», библиотеки и ссудные кассы, произносил доклады и речи на праздничных академиях, был участником хора «Боян» и драматического кружка. Сыграл роль Петра в «Наталке Полтавке» (1898).
В 1897 с разрешения Папы Римского женился на двоюродной сестре — Александре, которую давно любил.
В 1899 г. после открытия в Ягеллонском университете (Краков) лектората украинского языка и литературы приглашён преподавать эти предметы. Одновременно работал профессором в третьей гимназии им. Яна Собеского и в гимназии св. Яцка в Кракове; доцент курсов для повышения квалификации учителей. Сотрудничал с литературным объединением «Молодая Польша», подружился с польскими писателями С. Выспяньским, В. Орканом, К. Тетмайером и др.
Один из основателей (1901) и активный участник «Славянского Клуба»; в журнале клуба «Swiat slowjanski» (Краков, 1905—1914) вёл постоянные рубрики «Русская хроника» и «Обзор русской прессы». В 1907 г. прекратил сотрудничество с изданием из-за политических разногласий с редакцией. В том же году выступил с инициативой сбора средств на народные школы, написал с этой целью воззвание-призыв.
Сотрудничал с обществом «Родная Школа» по изданию детской литературы, учебников и читалок; составитель хрестоматии для народных школ (Львов, 1904), куда вошли и его произведения. Был членом управы (заместителем председателя) краковской «Просвиты», читал лекции по украинской литературе и культуре; ввёл в традицию постоянные Шевченковские академии, один из организаторов в Кракове вечера к 100-летию со дня рождения Т. Шевченко, вечеров, посвящённых М. Шашкевичу, И. Франко, М. Лысенко, В. Стефанику и другим выдающимся украинцам.
В краковском доме Лепких бывали Василий Стефаник, Михаил Яцков, Остап Луцкий, Кирилл Студинский, Михаил Бойчук (написал портрет Б. Лепкого, 1909), Иосиф Курилас, Алексей Новаковский, Кирилл Трилёвский, Вячеслав Липинский, Михаил Коцюбинский, Ольга Кобылянская, Фёдор Волков, Михаил Жук и др.
В 1912 году вступил в партию «Христианско-общественный союз» в Киеве.

### Первая мировая война
Первая мировая война застала семью Лепких в Кракове.
Когда русская армия осенью 1914 года стала занимать Галицию и Буковину и вывозить украинскую интеллектуальную элиту, Лепкие с другими беженцами переехали в Карпаты в надежде, что война в горы не дойдёт, и остановились в г. Яремче в гостинице (впоследствии она была уничтожена снарядами, и в ней сгорели вещи Лепких, а также рукописи третьего тома «Набросок истории украинской литературы» и исторической драмы «Мотря», сохранился только «Пролог»). Чтобы не попасть в руки царской жандармерии, выехал через Венгрию в австрийскую столицу. Сначала жил недалеко от Вены, впоследствии прибыл в Вену. Здесь работал в журнале «Вестник Союза освобождения Украины» и в Культурной Раде.
Осенью 1915 года был мобилизован в австрийскую армию. Благодаря содействию друзей не был отправлен в действующую армию, а выехал в Германию для образовательно-культурной работы среди украинцев-военнопленных царской армии. С ноября 1915 жил в г. Раштат возле Бадена, работал в просветительском отделе лагеря, в течение двух месяцев преподавал историю украинской литературы и культуры. Его лекции имели большой успех, поэтому занятия перенесли из бараков в городской театр. После разделения лагеря на две части Лепкий переехал в Вецляр.
В Вецляре с февраля 1916 года вёл просветительскую работу в лагере, преподавая в народном университете, организовал художественную школу. Его учеником был известный впоследствии украинский художник Иван Бабий с Херсонщины; в доме писателя часто гостил Юрий Лукомский, художник и историк украинского искусства; вместе с М. Паращук принимал участие в проектировании и выполнении памятников умершим воинам в Вецляре.
Помогал организовывать магазин, художественное ателье, мастерскую музыкальных инструментов и издательство журнала «Громадська Думка» (1917—1918). Летом 1917 года посетил Львов, Бережаны и Жуков. Из Галичины вернулся в Вецляр, оттуда выезжал с рефератами в рабочие хозяйства и фабрики, где работали военнопленные, писал в журнале «Путь» (Зальцведель, 1919—1920).
В 1919 году работал в украинской Военно-санитарной миссии, которая готовила военнопленных к отъезду домой.

### Межвоенные годы
Весной 1920 года после ликвидации лагерей переехал в Шпандау возле Берлина, a в январе 1921 года — в Берлин. Здесь возглавлял (до 1925) Комитет помощи беженцам, Общество охраны могил, принадлежал к соорганизаторам украинских издательств («Украинская Накладня» Якова Оренштайна, Зенона Кузели и Василия Симовича; «Украинское Слово» гетманского движения), сотрудничал с этими издательствами и редакцией газеты «Украинское слово» (1921—1923). Работал в управе Украинского Красного Креста, был председателем «Украинской Громады». Преподавал украинскую литературу на курсах украиноведения при посольстве УНР в Берлине. Был соорганизатором Общества высшего образования и руководил им; принимал экзамены у выпускников средних школ; выступал с рефератами на праздничных академиях.
С декабря 1922 по 1925 год жил в Ванзее около Берлина, где встречался с бывшими гетманом Украины П. Скоропадским, президентом ЗУНР Е. Петрушевичем, а также полковником Е. Коновальцем, профессорами И. Мирчуком, С. Кузелей и другими выдающимися украинскими деятелями политики, науки и культуры.
В 1925 году вернулся в Краков, продолжал преподавать в Ягеллонском университете (доцент, заведующим кафедрой украинской литературы). С того же года — председатель Общества писателей и журналистов им. И. Франко во Львове. Почётный член общества «Просвещение» (с 25 декабря 1925). Чрезвычайный член Украинского научного института в Берлине (с 1926). Принадлежал к руководству Украинского научного института в Варшаве со времени его основания (1930), член Историко-филологического общества в Праге.
Часто приезжал в Тернополь, Бережаны, на Гуцульщину и Ополье; бывал также в Гусятине, Кременце и других населённых пунктах Тернопольской области.
В 1932 году получил звание ординарного профессора Ягеллонского университета.
К 60-летию ему вручили награду правительства Украинской Народной Республики (УНР) в изгнании — выкованное из трофейного российского оружия «переходное кольцо Мазепы», отмеченное гербом гетмана Ивана Мазепы и Трезубцем, Грамоту Главного Атамана УНР, Грамоту «Украинской Громады» Берлина, Грамоту украинской библиотеки С. Петлюры в Париже, Грамоту Общественного Совета с. Жуков, которая назвала Лепкого Почётным гражданином и назвала улицу в селе его именем.
Действительный (с 1932), впоследствии — почётный член НОШ. В 1932 г. Украинский свободный университет в Праге присвоил Лепкому степень «honoris causa».
1 января 1935 г. президент Речи Посполитой предоставил Лепкому титул чрезвычайного профессора университета.
В 1938 г. избран сенатором польского сейма; в сенате в течение этого и следующего годов представлял украинскую Галицию. С 1938 г. по постановлению правительства УНР в изгнании — академик восстановленной в Варшаве Киевской Могилянско-Мазепинской Академии.

### Черче и «Богдановка»
Жители Бережанщины и Рогатинщины, собрав добровольные пожертвования, в 1932 г. приобрели для Лепкого на Ополье место под строительство и кирпич для виллы в с. Черче (ныне — Рогатинского района Ивано-Франковской области). Виллу, построенную на эти средства и сбережения писателей, назвали Богдановка.
В Черче Лепкий в 1930—1939 гг. отдыхал и творил в каникулярный период — сначала в пансионате Роксолана, с 1933 г. — на вилле Богдановка. Из Черче приезжал к родственнику Петру Смыку в с. Жёлчев (ныне — Рогатинского района Ивано-Франковской области), там рисовал картины, иконы. В Жовчевской церкви св. Михаила сохранилось десять образов работы Лепкого: два наместных — Краснопущанская Богоматерь и Христос Учитель, четыре круглых образа евангелистов на царских вратах и столько же круглых образов на киоте.

### Вторая мировая война
Вторая мировая война застала Лепкого на отдыхе в Черче. 23 сентября 1939 г. он с семьёй и братом Львом вернулся в Краков. После того, как немецкие оккупанты закрыли Ягеллонский университет, остался без работы, ему отказали в профессорской пенсии. Б.Лепкий зарабатывал на жизнь публикациями в украинских журналах и газете «Краковские Известия», переводами с украинского на немецкий.

### Литературное творчество
Литературным творчеством начал заниматься во время учёбы в Бережанской гимназии, ещё во втором классе писал стихи, рассказы, создал поэму о русалках (не сохранилась).
Студентом Львовского университета напечатал в 1895 году в газете «Дело» свой первый рассказ «Шумка», затем четыре стихотворения в прозе «На паллете», рассказ «В лесу» и «Чудак». В том же году опубликовал стихи «В глаза глядят», «Идиллия» и «Сонет».
Во время работы в Бережанской гимназии напечатал рассказ «Дедушка», «Нездали пятка», «Над озером», «Настя», «Скапы», «Гуси».
1897 г. написал повесть «Сломанные крылья».
Соучредитель (1906) литературной группы «Молодая муза» (г. Львов).
Публиковал произведения во многих периодических изданиях края («Дело», «Заря», «Руслан», «Буковина», «Литературно-научный вестник», «Мир», «Женская судьба», «Письмо из Просвиты», «Даждьбог», «Навстречу», «Иллюстрированные Известия», «Мир Ребёнка», «Народный Декламатор», «Летопись Красной Калины» и др.), в украинских эмиграционных журналах («Вестник Союза освобождения Украины» (Вена), «просветительный листок „(Зальцведель“»), «Новое Слово», «Летопись» (Берлин) и др.), с 1896 года — в журналах украинской диаспоры в США («Базар», «Свобода» (Нью-Йорк), «Америка», «Путь» (Филадельфия), «Украинское Жизнь», «Новая Заря» (Чикаго), «Украинское Народное Слово» (Питтсбург) и др.), в польских, чешских и немецких журналах.
Автор сборников стихов «Ленты» (Львов, 1901), «Листья падают» (Киев, 1902), «Осень» (1902), «Книга горя» (1903), «На чужбине» (1904), «Из глубин души» (1905), «Над рекой» (Львов, 1905), «Поэзия, отрадо одинокая» (Львов, 1908; переиздана в Киеве 1996 с предисловием Р. Гром), «Для идеи» (Львов, 1911), «С-над моря» (Жовква, 1913), «Павшим» (1916), «Судьба» (Вецляр, 1917), «Выбор стихотворений» (1921), «Слета» (Львов, 1926), «Под ёлочку» (стихи и рассказы; Львов, 1930).
Стихотворение «Журавли» («Видишь (слышишь), брат мой …», 1910) стало народной песней (музыка Л. Лепкого).
Издал сборники рассказов «Из деревни» (Черновцы, 1897; 1909), «Из жизни» (Львов, 1899), «Счастливый час» (Львов, 1901), «Рассказы» (1901), "На послушания к Вены "(Львов, 1902), " В глухом углу "(Львов, 1903; Ужгород, 1922), " Новая сборка "(1903), " В горах "(1904), " Кара и другие рассказы "(1905), " Бросаю слова "(Черновцы, 1911), " Оля "(1911), " Вот так себе «(Львов; Киев, 1926), научно-популярных очерков» Дочь и мать, или Не противься науке "(Львов , 1904), «Ждет нас великая вещь» (Вена, 1916) и др..
Автор выпущенных отдельными изданиями повестей «Сотникивна» (Львов, 1927; 2-е, исправленное и дополненное издание — М., 1931), «Звезда» (Львов, 1929), «Вадим», «Радуга над пустарем» (обе — Львов, 1930), «Крутиж» (Краков, 1941), повести-сказки «Под тихий вечер» (украинский Накладные, 1923), цикла исторических повестей о гетмане И. Мазепе («Мотря» в 2 тт., «Не убивай» (все — Киев-Лейпциг, 1926), «Батурин» (Киев-Лейпциг, 1927), «Полтава», т. 1 «Над Десной» (Львов, 1928), т. 2 «Бои» (Львов, 1929), «Из-под Полтавы к Бендер» (издана в 1955 г. в Нью-Йорке стараниями Л. Лепкого, который дописал потерянный конец рукописи), книг для детей («Под ёлочку», 1930; «О деда, бабу и уточку изогнутое», «О деда Марусю и о бабушкиной Галюс», «О беде мачеху, сиротку Катенька, чёрную кошку, двенадцать разбойников и о князенка из сказки», "Три сказки ", все — 1931), " Сказка о Ксению и двенадцать месяцев «(Краков, 1934), исторических рассказов» Орлы «(Львов, 1934) и» Каяла "(Львов, 1935), трилогии воспоминаний «Сказка моей жизни» («Крегулець» (Львов, 1936), «К Зарванице» (Львов, 1938), «Бережаны» (Краков, 1941), воспоминаний "Три портрета. Франко. — Стефаник. — Оркан «(Львов, 1937), пьесы» За хлебом «(Поставил театр» украинский Беседы «), драматического пролога» На могиле Тараса ".
В 1922 г. в Германии (Киев — Лейпциг) к 50-летию Богдана Лепкого был выпущен двухтомник его лучших поэтических и прозаических произведений «Писание» с предисловием Василия Верниволи (проф. Василия Симович).
1924 г. С. Кузеля издал в Берлине книгу «Золотая Липа: Юбилейный сборник произведений Богдана Лепкого с его жизнеописанием, библиографией произведений и посвящениями».
Б. Лепкий — автор литературоведческих исследований «Василий Стефаник» (Львов, 1903), «О жизни великого поэта Тараса Шевченко …» (Львов, 1911), «Маркиян Шашкевич: Характеристики украинских писателей» (Коломыя, 1912), «О Кобзаре» (Львов, 1914), «Чем жива украинская литература?» (Вена, 1915), «Про жизнь и произведения Тараса Шевченко» (Вецляр, 1918), «Незабываемые» (Берлин, 1921), «Пушкин» (1939), двухтомного научно-популярного «Набросок истории украинской литературы» (Коломыя, т. 1. — 1909; т. 2. — 1912), труда «Наша литература : Краткий обзор украинской литературы от древнейших до нынешних времен» (Краков, 1941), исследований о творчестве И. Котляревского, Марка Вовчка, П. Кулиша, Достоевского, Гоголя, Толстого, статей и воспоминаний об И. Франко, О. Турянского, М. Коцюбинского, В. Липинского, очерков и статей на польском языке о творчестве Ю. Федьковича, М. Драгоманова, М. Старицкого, Л. Глебова, М. Рыльского, П. Тычины, Е. Плужника, М. Драй-Хмары и др.
Б. Лепкому принадлежат также теоретическая работа «К вопросу о переводе лирических стихотворений» (1933), ряд искусствоведческих публикаций («Шевченко об искусстве», Зальцведель, 1920).

### Редакционно-издательская деятельность
Много сделал Б.Лепкий как редактор и издатель. Результатом его сотрудничества с издательством Я. Оренштайн в Коломые 1912 стал выпуск книг «Юморески» С. Руданского, «Юморески» А. Аверченко, «Черная рада» П. Кулиша, «Скошенный цвет» Василия Барвинка — с предисловиями Лепкого. В Вене, будучи работником «Союза освобождения Украины», в 1915—1916 годы составил и издал песенники «Семь песен. Гостинец для украинских воинов от Союза освобождения Украины» (Вена, 1915), «Червона Калина», «Ещё не умерла Украина» (Вена, 1916), «Наша песня», а также «Слово о полку Игореве» в стихотворных переводах на современный украинский язык (Вена, 1915), «Читанку» (вместе с А. Крушельницким; Вена, 1916).
Вместе с А. Поповичем, А. Крушельницким и А. Кульчицкой заключил первый независимый от польского Совета Школьный народный букварь, изданный в 1918 г. в Вецляре (переиздан 1920 в Станиславе). Б. Лепкий совершил научно-текстологическую и редакторскую подготовку одно-, трёх- и пятитомника стихов и прозы Т. Шевченко (вышли 1918—1920 в «Украинской Накладные»; Киев — Лейпциг — Коломыя; последнее — с жизнеописанием и комментариями), подготовил к печати несколько популярных однотомных изданий шевченковского «Кобзаря» и поэму «Гайдамаки». Для берлинского издательства Я. Оренштайн отредактировал «Притчи» Е. Гребёнки (1918), «Юморески» С. Руданского (1919), подготовил к печати третье издание «Истории Украины» Н. Аркаса, дополнив его предисловием, примечаниями и 32 собственными иллюстрациями. В берлинском издательстве «Украинское Слово» отредактировал произведения А. Стороженко, Ю. Федьковича, Я. Щеголева, И. Котляревского, «Суета» И. Карпенко-Карого, повесть «Кобзарь» Т. Шевченко; осуществил научную подготовку двухтомного издания произведений Е. Гребёнки (Берлин, 1922), трёхтомного — Марка Вовчка, четырёхтомного — П. Кулиша (Берлин, 1922—1923) и др., двух антологий: украинской поэзии «Струны» в двух томах (Берлин, 1922) и прозы «Родное слово». Выпустил несколько словарей для польских школ.

### Переводческая деятельность
Перевёл на польский язык:
- «Слово о полку Игореве» (Краков, 1905; перевод высоко оценил Иван Франко в «Литературно-научный вестник», 1906, кн. 3),
- Сборник новелл М. Коцюбинского «В сетях шайтана» (Броды, 1906);

Издал в переводе на польский язык:
- Сборник новелл украинских писателей «Молодая Украина» (Варшава, 1908),
- Вместе с Владиславом Орканом — антологию украинских поэтов (Львов, 1911),
- В серии «Славяне» — «Очерк украинской литературы» (Краков, 1930),
- Труд «Литература украинская» (Варшава, 1933).

Опубликовал монографическое исследование творчества Ю. Словацкого.
Соавтор (с Петром Зайцевым) переводов на польский язык произведений Т. Шевченко (книга «Т. Шевченко. Поэзия»; Варшава, 1936), разработал библиографию произведений Т. Шевченко в переводах на польский язык. Редактор 14-томного украинского «Полного издания произведений Т. Шевченко» и 14-томного «Полного издания произведений Т. Шевченко» на польском языке.
Переводил на украинский язык произведения М. Конопницкой, А. Мицкевича, Г. Гейне, П.-Б. Шелли, И. Крылова, М. Лермонтова, А. Пушкина, В. Короленко, на польский — М. Рыльского, П. Тычины и др.

### Изобразительная деятельность
Как художник оставил, кроме уже упомянутых произведений, автопортреты, портреты жены, детей, сестры, А. Чайковского и других писателей, И. Богуна, О. Барвинского, иллюстрации к народным песням, сказкам, произведениям Т. Шевченко и других украинских авторов, украсил виньетками, заставками, портретами «Притчи» Е. Гребёнки (1918), «Басни» И. Крылова, сборник братьев Гримм «Русалка и другие сказки», «Юморески» С. Руданского (все три — 1919), антологию «Струны» (1922) и др.
Спроектировал обложки к повестям И. Нечуя-Левицкого и нескольких венских календарей. Проиллюстрировал некоторые свои произведения, в том числе сборник «За народ», выполнил обертки к циклу повестей о И. Мазепе, повести «Под тихий вечер» (1932).
В честь 60-летия Лепкого художники организовали в Кракове выставку его работ, где были представлены картина «Мадонна» (масло; Ванзее, Германия, 1923), портреты, пейзажи, многочисленные рисунки и иллюстрации к книгам.
В Кракове Б.Лепкий собрал галерею картин и коллекцию резных работ выдающихся украинских художников, сохранив ценные памятники культуры (портрет Мазепы работы А. Куриласа, портреты и пейзажи И. Северина, портреты Лепких авторства М. Бойчука, пейзажи И. Труша, П. Холодного, резчиков произведения М. Гаврилко, Г. Крука, Н. Кисилевского и др.), здесь по просьбе П. Холодного осуществлял надзор за техническим исполнением его витражей для церкви в Мразнице у Борислава, после смерти этого художника посвятил ему вечер в краковской «убрал». Автор воспоминаний об украинских и польских художниках, культурно-художественной атмосфере в Галиции конца XIX — начала XX веков.

## Значение творчества
По количеству написанного Б. Лепкий уступает в украинской литературе только И. Франко. Творческое наследие Лепкого составляет более 80 собственных книг, в том числе цикл романов «Мазепа», повести, рассказы, сказки, воспоминания, сборники стихов и поэм, а также переводы, литературоведческие исследования, статьи литературного и художественного направления, опубликованные в многочисленных газетах, журналах, альманахах, календарях, сборниках; он — составитель и издатель 62 томов произведений украинской классики с основательными исследованиями, примечаниями, комментариями. Библиография произведений Лепкого составляет до тысячи позиций.
Б. Лепкий дружил с писателями В. Стефаником, В. Орканом, С. Яричевский, М. Яцкивым, О. Луцким, М. Вороным, художниками М. Бойчуком, И. Труша, А. Новаковского и др.; переписывался с И. Франко, М. Коцюбинским, О. Барвинским, В. Гнатюком, В. Щуратом, С. Кузелей, М. Кичурой, Ольгой Кобылянской, Еленой Киселевской и др. Произведения Лепкого переведены на польский, русский, чешский, немецкий, английский, венгерский, сербский, португальский и другие языки.
Писатель умер 21 июля 1941 в Кракове, похоронен здесь на Раковецком кладбище (поле XXXIV, южный ряд, склеп Szajdzieckich), в склепе своего товарища Игнатия Шайдзицького. На надгробии имеется надпись на украинском языке «Богдан Лепкий поэт» и установлен в 1972 г. барельеф писателя (скульптор Григор Пецух).
Его песня использована в фильме «Секретный эшелон» (1993).

## Память
1943 г. увидела свет книга «Богдан Лепкий 1872—1941: Сборник в честь памяти поэта» (Краков — Львов: украинское издательство).
Многие из автографов Лепкого хранятся в Институте литературы им. Т. Шевченко НАН Украины, Львовской научной библиотеке им. В. Стефаника НАН Украины и других государственных учреждениях; основная часть архива — за рубежом, с 1965 г., после Ростислава, сына Богдана Лепкого, единственный опекун этого собрания — племянник Лепкого, врач Р. П. Смык.
На слова Лепкого написали музыку романсов, хоровых композиций Л. Лепкий, В. Барвинский, М. Гайворонский, В. Балтарович, А. Бобикевич, Н. Нижанковский, Д. Сичинский, Б. Кудрик, Я. Ярославенко, Ф. Колесса, С. Людкевич, А. Рудницкий, И. Соневицкий, В. Подуфалый, Я. Мазурак и др.
1996 г. в Тернополе вышла книга Ф. Погребенника «Слышишь, брат мой …» — исследование-очерки о песне братьев Лепких, в том числе песни на слова Богдана.
Отдельные произведения Лепкого экранизированы, инсценированы, в частности, цикл повестей о И. Мазепе воплощён в спектакле «Мазепа, гетман Украины» (инсценировка Б. Мельничука) в Львовском областном музыкально-драматическом театре им. Ю. Дрогобыча (1991), Днепропетровском музыкально-драматическом театре им. Т. Шевченко (1994) и в Копичинськом народном театре им. Лепкого Тернопольской области (1997), в спектакле-трилогии по инсценировке Б. Анткива — во Львовском театре им. М. Заньковецкой; повесть «Сотникивна» (инсценировка Б. Мельничука) поставлена во Львовском областном музыкально-драматическом театре им. Ю. Дрогобыча (1992, г. Дрогобыч), Ровенском областном музыкально-драматическом театре (1996), Тернопольском театре им. Т. Шевченко (1997), «Сказка о Ксению и двенадцать месяцев» (инсценировка Б. Мельничука) — в Тернопольском областном театре кукол (1992).
Среди произведений Б. Лепкого, изданных в Тернополе, — повесть «Сотникивна» (1991, редактор Б. Мельничук), сборник песен на слова Б. Лепкого «К свободе из неволи» (1991, составитель и музыкальный редактор В. Подуфалый), «Три сказки» Р. Завадович («О Хруще-почтальоне, который умел совет себе дать»), Б. Лепкого («Сказка о Ксении и двенадцать месяцев») и А. Лотоцкого («Сказка про Змея, княжну и Григория» ; 1992, составитель, автор предисловия и редактор Б. Мельничук), «Под Рождество» (1993, составитель Р. Смык, автор вступительной статьи и слова от составителя — В. Подуфалый), «Под Пасху» (1993, составитель Р. Смык, автор вступительной статьи В. Подуфалый), «Посвящения Василию Стефанику» (1997, вступительная статья и комментарии Ф. Погребенника), «Молодые лета: Песни на слова Богдана Лепкого и музыку Ярославы Мазурак» вошли в сборники «Ветер родного Подолья» (Бережаны — Чикаго, 1996, второе, дополненное издание — там же, 1997), «Вечерняя арфа» (Бережаны — Чикаго, 1998), издал доктор Р. Смык; в исполнении Я. Мазурак записаны на аудио кассете «Яри цветы любви».
Четыре сборника (документы, публикации в периодике и другие материалы, фотографии) составил и издал в течение 1995—1998 годов доктор Р. Смык (США), который много сделал для увековечения памяти о Лепком, сохранения и распространения его творческого наследия, благодаря содействию Р. Смыка увидели свет монографии Н. Билык-Лысой «Богдан Лепкий в духовной истории Украины» (Чикаго — Тернополь, 1996) и «Богдан Лепкий в духовном возрождении украинского народа» (М.: Збруч, 1999).
В 1991 году редакция журнала «Тернополь» основала и с 1992 года периодически вручает Всеукраинскую литературно-художественную премию и общественно-политическую премию им. братьев Богдана и Левка Лепких.
Согласно решению городского совета, Б. Лепкий — Почётный гражданин г. Бережаны (с 17 октября 1997).
Именем Б. Лепкого названа четырнадцатая школа Тернополя и одна из улиц Ивано-Франковска.
В Тернополе действует областное литературно-просветительское общество им. Лепкого (с 1994).
В 2003 году Бережанской гимназии было присвоено имя Б. Лепкого.
Во Львове именем Лепкого названа бывшая Браеровская улица известная тем, что на ней провёл своё детство и юность Станислав Лем.

### Мемориальные объекты
1995 г. открыт музей Лепкого в Бережанах (27 августа) и в с. Крогулец, семьи Лепких в с. Жуков.
Памятники Б. Лепкому открыты в селах Жуков (20 июля 1991, скульптор Александр Маляр, архитектор Ростислав Билык), Крогулец (20 октября 1992, скульптор Василий Садовник) и в г. Бережаны (19 октября 1997, скульптор Иван Сонсядло, архитектор Андрей Пилипец).
21 июля 1991 г. открыта памятная доска Б.Лепкому (скульптор Казимир Сикорский) на стене ратуши в Бережанах — бывшей гимназии, где учился, а потом учил других писатель.
19 октября 1992 г. на прежнем приходстви в с. Жуков открыта памятная доска с текстом «В этом доме в 1891—1901 годах проживали украинские писатели и общественные деятели: Сильвестр Лепкий (Марко Мурава) 1846—1901 и его сыновья Богдан Лепкий 1872—1941, Левко Лепкий 1888—1971» (скульптор Василий Садовник).
27 июня 1999 г. в помещении Тернопольской областной филармонии открыта мемориальная доска (скульптор — Пётр Кукурудза) с барельефом Лепкого и надписью «Здесь, в доме Мещанского братства, в 1929 г. со своим произведением „Мазепа“ ознакомил тернополян Богдан Лепкий».
1996 г. в Тернополе на доме по ул. Гаевой, 17 открыта памятная доска с текстом «В этом доме с 1929 по 1939 год неоднократно находился у своей сестры Елены Лепко-Ремезы выдающийся украинский писатель Богдан Лепкий (1872—1941)».

## Произведения
- Видишь, брат мой
- Под тихий вечер
- Запев
- Мазепа
  - Мотря
  - Не убивай
  - Батурин
  - Полтава
  - Из-под Полтавы к Бендер
- В сторону жизни печали мелкая
- Мышка

## Галерея
- Мемориальная доска Б. Лепкому на стене Института польской филологии Ягеллонского университета в Кракове
- Барельеф Б. Лепкого работы Григора Пецуха
- Могила Б. Лепкого на Раковецком кладбище в Кракове